# Чукальське сільське поселення (Ардатовський район)
Чука́льське сільське поселення (рос. Чукальское сельское поселение) — муніципальне утворення у складі Ардатовського району Мордовії, Росія. Адміністративний центр — село Чукали.

## Історія
Станом на 2002 рік існували Жарьонська сільська рада (село Жарьонки) та Чукальська сільська рада (село Чукали).
17 травня 2018 року було ліквідовано Жарьонське сільське поселення, його територія увійшла до складу Чукальського сільського поселення.

## Населення
Населення — 923 особи (2019, 1171 у 2010, 1270 у 2002).

## Склад
До складу поселення входять такі населені пункти:
| Населений пункт | Населення, осіб (2002) | Населення, осіб (2010) |
| --------------- | ---------------------- | ---------------------- |
| Жарьонки, село  | 354                    | 330                    |
| Чукали, село    | 916                    | 841                    |